# Haaški obtoženec
Haaški obtoženec je oseba, obtožena zločinov, za katere je pristojno Meddržavno sodišče OZN s sedežem v  Haagu. Mednarodno sodišče je eden izmed organov Organizacije združenih narodov. Med najbolj znanimi obtoženci je bil nekdanji predsednik Srbije in Zvezne republike Jugoslavije Slobodan Milošević.